# Малая львиная собака
Малая львиная собака (львиная собачка, лёвхен) (фр. Petit chien lion) — порода декоративных собак типа бишонов (болонок). Благодаря традиционной стрижке имеет вид маленького льва с густой гривой.

## История породы

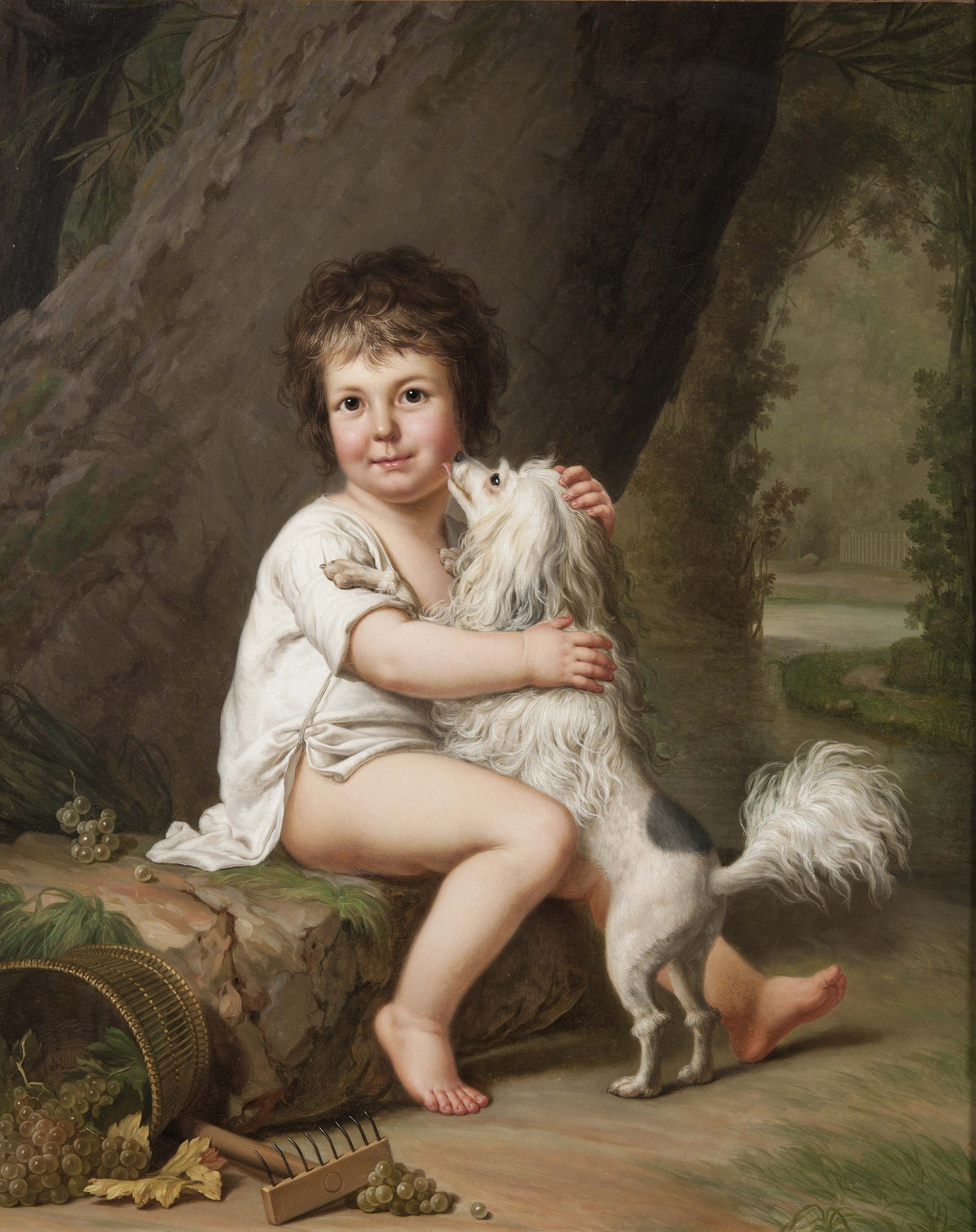
А. У. Вертмюллер (1751—1811). Портрет юного Анри Бертоли-Кампана с собачкой

Полагают, что история львиной собачки восходит ко II веку. Жорж Бюффон предполагал, что среди предков лёвхена были эпаньоль и малый датский дог. Изображения маленькой собачки, похожей на льва, начиная с XIV века можно увидеть в работах художников, в том числе Дюрера, Гойи, Кранаха, Босса, голландских и фламандских портретистов. Маленькие лёвхены были любимцами высокопоставленных дам до тех пор, пока не вошли в моду мопсы и кинг чарльз спаниели. К началу XX века львиные собаки практически растворились среди других болонок, вместе с ними превратившись в плебейских уличных собак.
Возрождение породы стало возможным лишь после Второй мировой войны. Из числа беспородных болонок в Бельгии, Германии и Франции отбирали собак, по типу похожих на лёвхенов, для улучшения качества шерсти скрещивали их с пуделями. Породный клуб создан во Франции в 1947 году. В то время как в 1960 году львиная собачка была занесена в книгу рекордов Гиннесса как редчайшая, в 1961 году порода признана Международной кинологической федерацией.

## Внешний вид

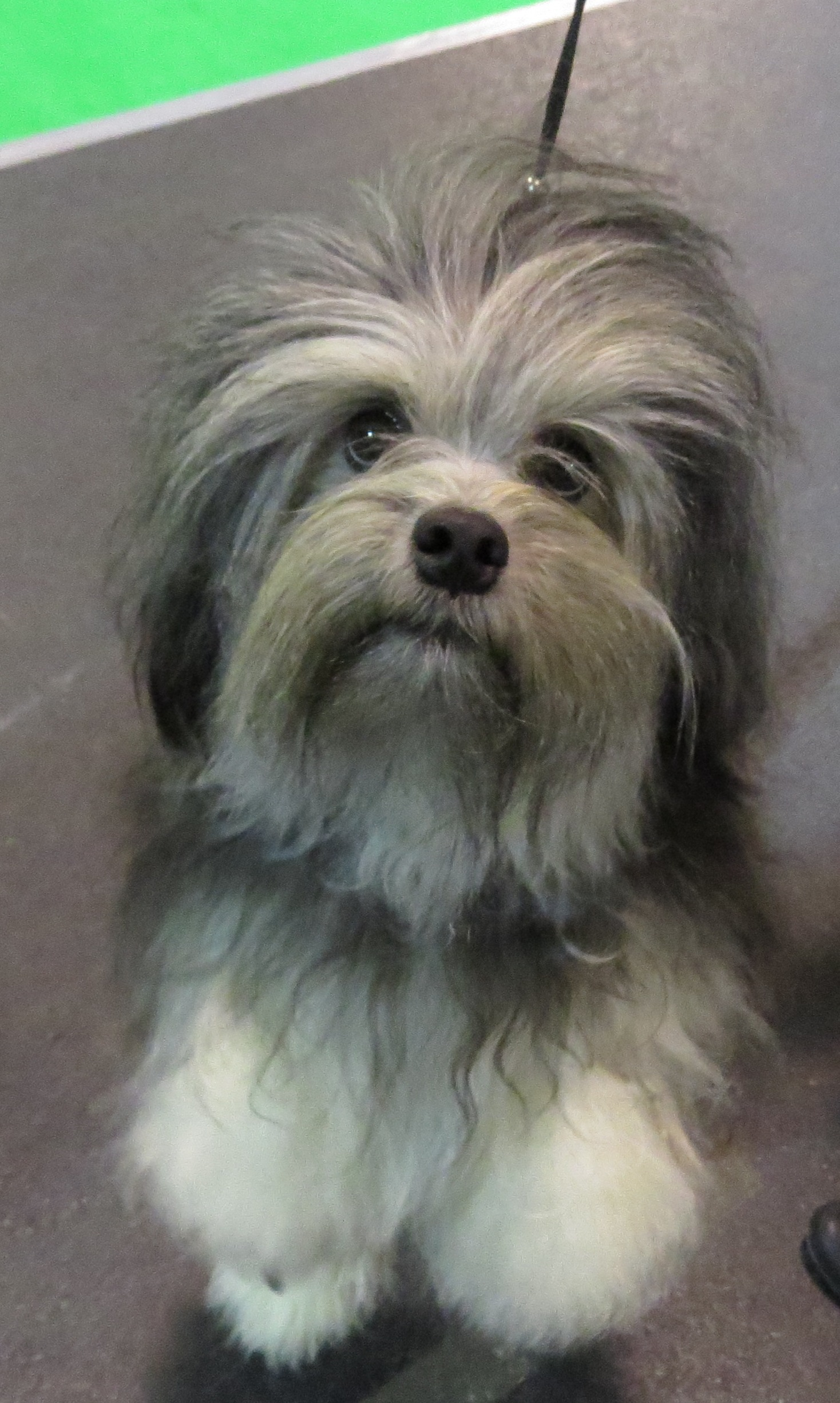

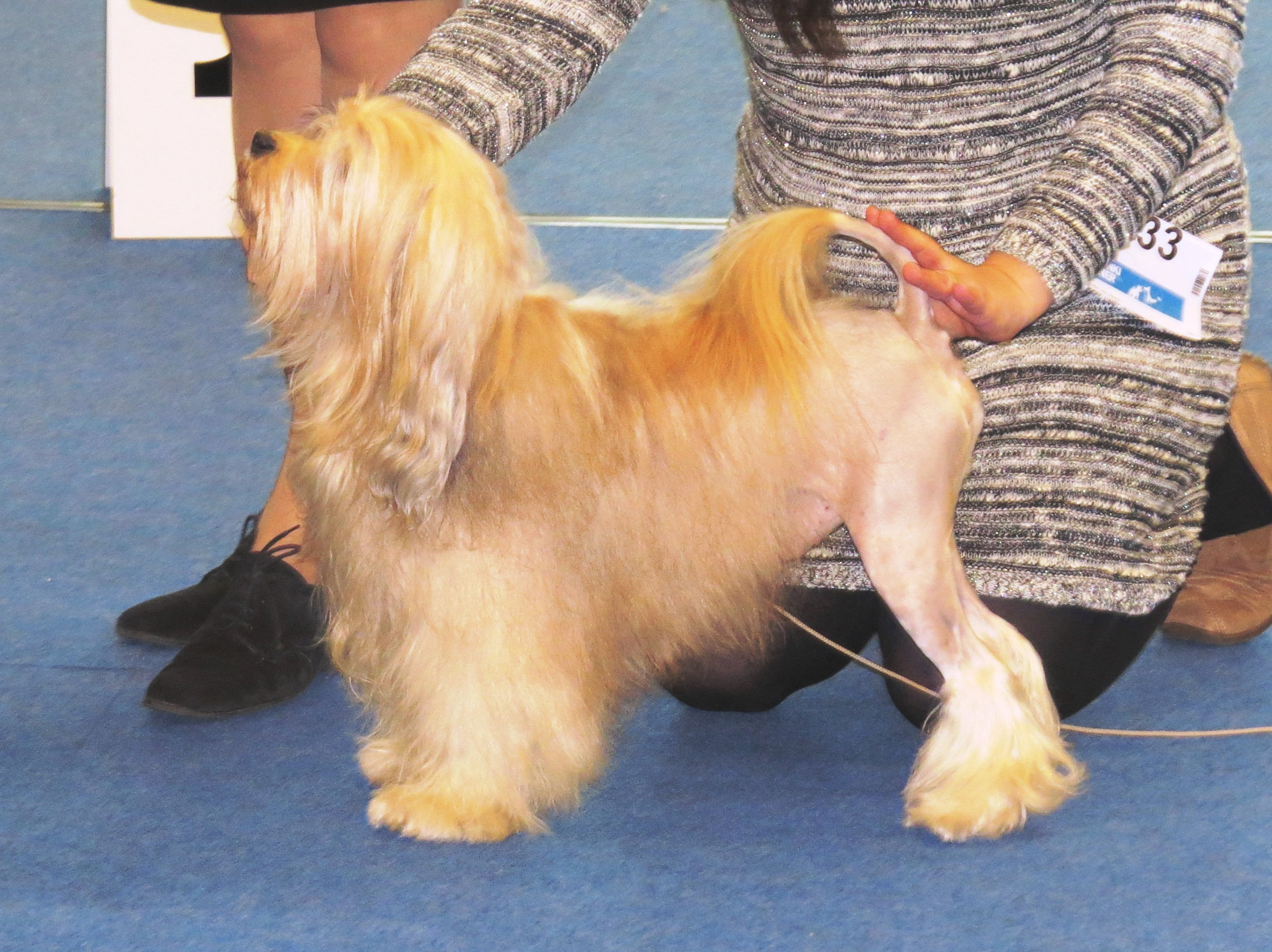

Французские кинологи, разработавшие стандарт породы, особое внимание уделяли форме головы собаки, чтобы усилить сходство со львом. Лёвхен — маленькая, квадратного формата собака, с гордо поднятой головой и силуэтом льва, который подчёркнут стрижкой, имитирующей львиную гриву. Голова широкая в черепе, морда короткая, переход ото лба к морде ясно выражен. Нос чёрный. Глаза большие, круглые, тёмные. Небольшие висячие уши покрыты длинной густой шерстью. Спина ровная, грудная клетка объемная, но не грузная. Хвост посажен чуть низко, загнут полукругом к спине, лишь касаясь её кисточкой. Шерсть лёвхена густая, волнистая, довольно длинная по всему корпусу; шерсть не должна быть курчавой и не должна скрывать контуры собаки излишней длиной. Окрасы допускаются любые, кроме коричневого и его оттенков, но наиболее ценятся белый, чёрный и палевый. Собаки должны выглядеть крепкими маленькими львами, с круглой головой, круглым задом и круглыми глазами.

## Темперамент и использование
Львиных собачек считают смелыми, добрыми, подвижными и весёлыми. Стандарт описывает лёвхена как умную маленькую собачку с живым и внимательным взглядом, ласковую и послушную. Как и требуется от декоративной собаки-компаньона, эта собака удобна в любых обстоятельствах.